# Ursenbach
Ursenbach (toponimo tedesco) è un comune svizzero di 905 abitanti del Canton Berna, nella regione dell'Emmental-Alta Argovia (circondario dell'Alta Argovia).

## Storia
Nel 1888 e nel 1889 le località di Richisberg, fino ad allora frazione di Oeschenbach, e di Lünisberg, fino ad allora exclave di Wynigen, furono assegnate al comune di Ursenbach, il quale a sua volta negli stessi anni cedette Hubberg a Dürrenroth e a Walterswil.

## Monumenti e luoghi d'interesse

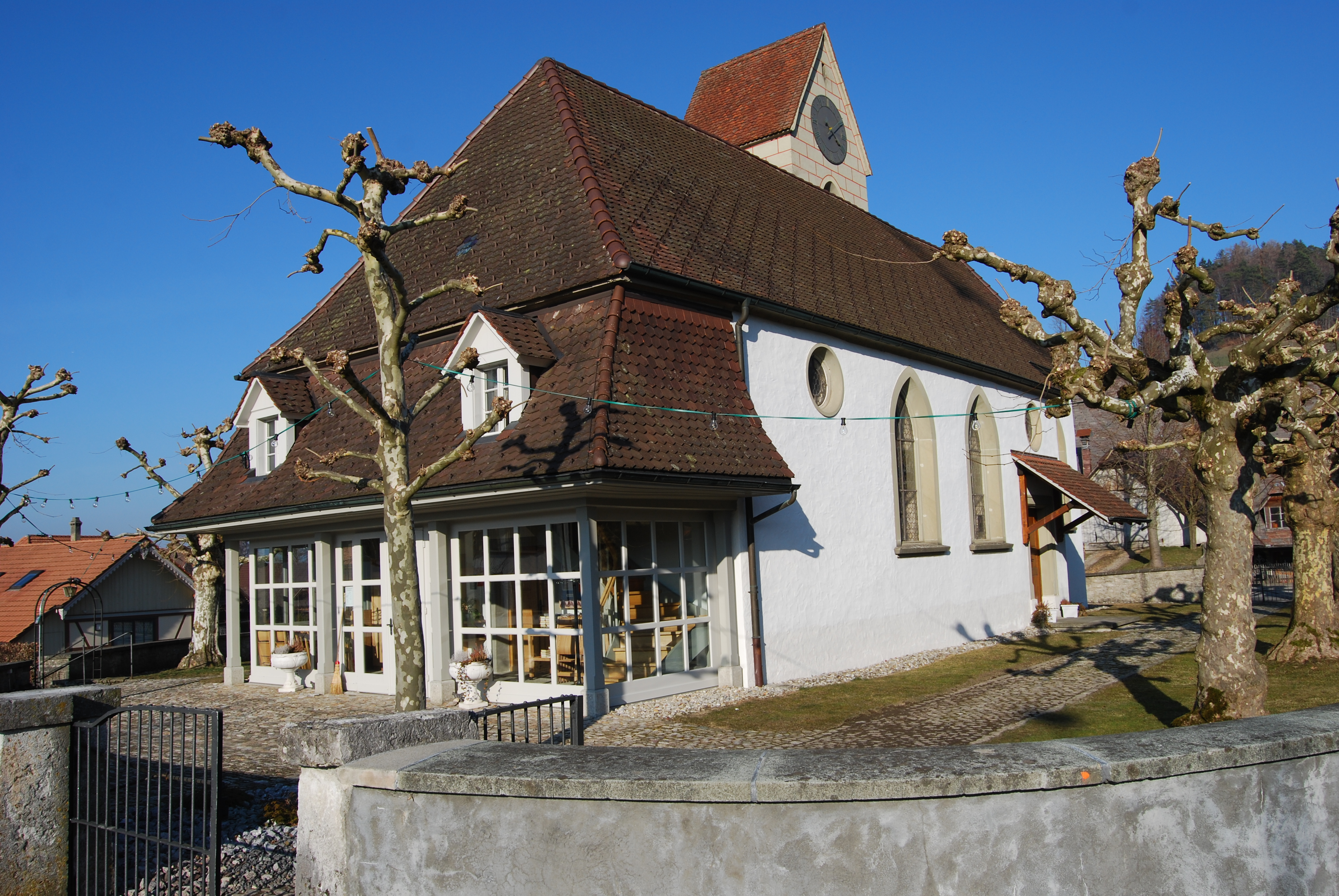
La chiesa riformata

- Chiesa riformata (già dei Santi Leodegario, Teodulo e Giorgio), eretta nell'VIII secolo e ricostruita nel 1515[1].

## Società

### Evoluzione demografica
L'evoluzione demografica è riportata nella seguente tabella:
Abitanti censiti

## Geografia antropica

### Frazioni
Le frazioni e le località di Ursenbach sono:
- Hirseren
- Hofen
- Lünisberg
- Oberdorf
- Richisberg
- Unterdorf

## Amministrazione
Ogni famiglia originaria del luogo fa parte del cosiddetto comune patriziale e ha la responsabilità della manutenzione di ogni bene ricadente all'interno dei confini del comune.